# 須田英和
須田 英和（すだ ひでかず）は、日本の映像作家、アニメーター。株式会社タイプゼロの創設メンバー。
主に、NHKの音楽番組「みんなのうた」などのアニメーションを制作している。
ほか、プロジェクションマッピングなど様々なCG映像を手掛けるメディアアーティストである。

## 作成作品一覧
国指定史蹟天然記念物 龍河洞
- プロジェクションマッピング

成田空港
- デジタルサイネージ

### みんなのうた
- ◆は5分間1曲枠の楽曲。
- 1.ピンクと呪文 / ザ★スリー・ソウル・ピグリーズ（2011年2月・3月放送）
- 2.ママのママのママのママ / コアラモード.（2016年12月・2017年1月放送）
- 3.きんぎょすくい / 結花乃（2018年8月・9月放送）